# Simon Rogier
Simon Rogier, né le 25 décembre 1985, est un coureur cycliste français, spécialiste de VTT et notamment du cross-country eliminator. Après sa carrière de coureur, il se reconvertit en entraineur.

## Biographie
En octobre 2020, il arrête sa carrière de coureur à l'issue des championnats d'Europe  de cross-country eliminator. En mai 2022, il est nommé sélectionneur de l'équipe de France de vélo trial.

## Palmarès en VTT

### Championnats du monde
- Chengdu 2017
  - 8e du cross-country eliminator
- Chengdu 2018
  - 9e du cross-country eliminator

### Coupe du monde
- Coupe du monde de cross-country eliminator
  - 2017 : 4e du classement général, vainqueur de la manche de Columbus
  - 2018 : 20e du classement général
  - 2020 : 24e du classement général
  - 2022 : 40e du classement général

### Championnats d'Europe
- Darfo Boario Terme 2017
  - 5e du cross-country eliminator
- Graz-Stattegg 2018
  -  Médaillé de bronze du cross-country eliminator

### Championnats de France
- 2016
  - 3e du cross-country eliminator